# The Ark

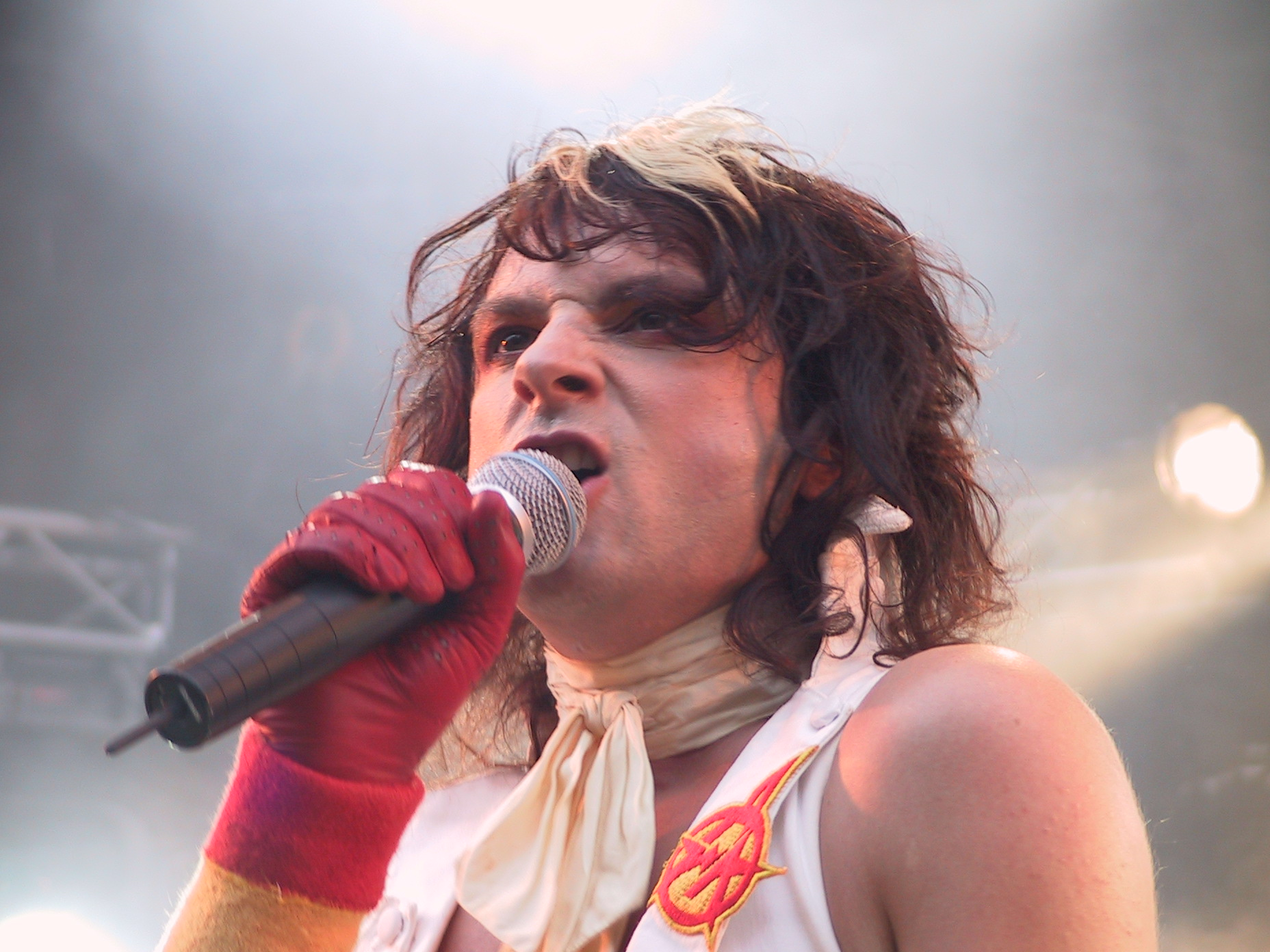
Zanger Ola Salo van The Ark.

The Ark is een Zweedse glamrockband. De band werd opgericht in 1991 door leadzanger Ola Salo, Mikael Jepson en Lasse "Leari" Ljungberg. Martin Axén kwam enkele jaren later bij de band, in 1997. Sylvester Schlegel maakte in 1999 de huidige bezetting van de rockgroep compleet. 
The Ark staat bekend om zijn controversiële teksten. Een voorbeeld daarvan is de single Father of a Son, die gaat over het recht van homoseksuelen om kinderen te hebben. De band heeft samengewerkt met artiesten als The Cardigans en Marilyn Manson.
In 2007 vertegenwoordigde de band met het nummer The Worrying Kind Zweden op het Eurovisiesongfestival 2007. De verwachtingen waren groot, want de band werd een van de outsiders genoemd voor de eindzege in Helsinki. Uiteindelijk behaalde de band de 18e (van de 24) plaats.

## Groepsleden
- Ola Salo (zang en piano)
- Jepson (achtergrondzang en gitaar)
- Martin Axén (achtergrondzang en gitaar)
- Leari Ljungberg (achtergrondzang en bas)
- Sylvester Schlegel (achtergrondzang en drums)
- Jens Andersson (keyboards)

## Discografie

### Albums
- 2000 - We Are The Ark
- 2002 - In Lust We Trust
- 2004 - State of The Ark
- 2007 - Prayer For The Weekend
- 2010 - In Full Regalia
- 2011 - Arkeology: The Complete singles collection (compilatiealbum)

### Ep's
- The Ark - 1996

### Singles
- Let Your Body Decide - 2000
- It takes a Fool to Remain Sane - 2000
- Echo Chamber - 2000
- Joy Surrender - 2001
- Let Your Body Decide - 2001
- Calleth You, Cometh I - 2002
- Father of a son - 2002
- Tell me This night is Over - 2002
- Disease - 2003
- One of us is gonna die young - 2004
- Clamour for Glamour - 2005
- Trust is shareware - 2005